# Tanis
Drevni egipatski grad i prijestolnica kraljeva trećeg prijelaznog razdoblja na delti rijeke Nil.

## Povijest
Ramses II. iz 19. dinastije osnovao je veličanstven grad, Pi-Ramzes, na istočnom dijelu delte Nila. Međutim, do kraja Nove države Nil se zamuljio i grad je ostao bez zalihe vode.
Kraljevi 21. dinastije uspostavili su zamijenski grad u obližnjem Tanisu i preselili mnoge impresivne spomenike iz Pi-Ramzesa u njega, te ih tako uključili u svoj novi grad. Zbog toga su mnogi kipovi i ispisani blokovi znatno stariji od zgrada u Tanisu od kojih niti jedna nije sagrađena prije trećeg prijelaznog razdoblja.
Danas je ovo nalazište velik humak koji se još uvijek iskapa. Većina dosadašnjeg arheološkog posla bila je koncentrirana oko mjesta hrama.

## Otkrića
Treći prijelazni kraljevi, koji su odbacili i piramidalne oblike i Dolinu kraljeva, izabrali su zonu oko gradskog hrama u Tanisu kao mjesto svojih grobnica.Tu će, nadali su se, mjesto pokopa biti neuznemiravano i štitit će ga svećenici iz hrama.
Godine 1939., francuski arheolog Pierre Montet iskapao je unutar područja hrama kada je nabasao na skrivene kraljevske grobnice. Niz odaja pružio je spektakularna otkrića, uključujući srebrni lijes s glavom sokola kralja Shoshenqa II.
Najimpresivniji je bio netaknuti grob Psusena I.: unutar ružičastog granitnog sarkofaga ležao je crni granitni sarkofag u obliku mumije, a u njemu je bio srebrni lijes. Psusen I. na tijelu je nosio nakit, amajlije i zlatnu masku na licu. Pogrebne posude s njegovim organima stajale su pokraj sarkofaga.

## Vanjske poveznice
|  | Zajednički poslužitelj ima još gradiva o temi Tanis |